# Зубний канал

Процедури для каналу зуба

Зубний канал, або корінний канал, або канал кореня зуба — частина анатомічної порожнини зуба від пульпи до місця росту зуба. Канал є складним утворенням з великою кількістю відгалужень, у тому числі й в однокореневому зубі, одиночні канали лише з одним апікальним отвором практично не зустрічаються. Канали виконують сполучну функцію між порожниною зуба та періодонтом.

## Будова
Кореневі канали є продовженням пульпової камери, і, оскільки звужуються корені, аналогічно звужуються і канали, і закінчуються апікальним отвором на кінці кореня, який рідко відкривається точно на анатомічній верхівці кореня.
Система каналів утворює складний комплекс, і канали можуть роздвоюватися і знову з'єднуватися та мати різні форми. Багато коренів мають додаткові канали та різні конфігурації каналів.